# Rátskay Ferenc
Rátskay Ferenc, névváltozat: Rácskay Ferenc (Vác, 1800. november 6. – Nagykáta, 1862. december 28.) római katolikus esperes-plébános.

## Életrajz
Vácon tanult a papi szemináriumban. Felszentelték 1823. november 30-án, ezt követően négy évig volt segédlelkész. 1827-ben tanulmányi felügyelő lett a váci papnevelőben, hitoktató, teológiai tanár a püspöki líceumban, majd 1832-ben plébános Üllőn és soroksári alesperes, 1848-ban nagykátai alesperes-plébánossá nevezték ki, ahol 1860-tól nyugalomban élt. Ő temette el az 1849. április 4-ei tápióbicskei ütközet során megsebesült, majd a nagykátai hadikórházban elhunyt honvédeket. Nógrád és Esztergom vármegyék táblabírájaként is működött.

## Emlékezete
Síremlékét 1995. április 4-én ünnepélyesen újraavatták, majd három darabra törött sírkövét miután a Kossuth Lajos Hagyományőrző Csapat helyreállította, majd 1996 januárjában a Hősök-kertjében helyezték el.

## Munkája
- Az igaznak reménysége halálkor. sz. Rókus napjára. Pest, 1832. (Magyar egyházi beszédek. Szerk. Szalay Imre. I. kötet.)